# Caragodas
Caragodas (francès Caragoudes) és un municipi occità del Lauragués, al Llenguadoc, del departament de l'Alta Garona, a la regió d'Occitània.